# 新田泰章
新田 泰章（にった やすあき、1987年4月30日 - ）は、広島県出身の競艇選手。登録番号4471。身長159cm。血液型B型。101期。広島支部所属。同期に後藤翔之、末永祐輝、守屋美穂らがいる。

## 来歴
- やまと競艇学校時代、リーグ戦勝率5.39（準優出4　優出2）の成績を残した。
- 2007年11月14日、宮島競艇場でデビュー（6着）。
- 2008年2月29日、琵琶湖競艇場での「第22回荒法師賞」最終日1Rで初勝利（39走目）。
- 2012年3月4日、江戸川競艇場での「第12回日本財団会長杯」で初優出（2着）。
- 2014年1月22日、大村競艇場での「日本MB選手会会長杯」で初優勝。